# Liu Henan
Liu Henan (chinesisch 刘和南, Pinyin Liú Hénán; * 30. November 1976) ist ein ehemaliger chinesischer Eishockeyspieler, der zuletzt bis 2009 bei den China Sharks in der Asia League Ice Hockey spielte.

## Karriere
Liu Henan begann seine Karriere in der Mannschaft aus Qiqihar, mit der er 2000, 2001 und 2004 chinesischer Landesmeister wurde. Ab 2004 spielte er mit der Mannschaft, die sich in der Saison 2006/07 Changchun Fu'ao nannte, in der Asia League Ice Hockey. Nachdem sich das Team 2007 mit der Mannschaft Hosa zusammenschloss, spielte er fortan für das Fusionsprodukt China Sharks, wo er 2009 seine Karriere beendete. In seiner letzten Spielzeit bei den Sharks war er deren Spielertrainer.

### International
Für China spielte Liu Henan zunächst bei den C-Weltmeisterschaften 1997, 1999 und 2000.
Nach der Umstellung auf das heutige Divisionensystem stand er bei den Weltmeisterschaften der Division I 2001, 2002, 2005 und 2007 im Aufgebot der Mannschaft aus dem Reich der Mitte. 2003, 2004, 2008 und 2009 spielte er in der Division II.

## Erfolge und Auszeichnungen
- 2000 Chinesischer Meister mit der Mannschaft aus Qiqihar
- 2000 Aufstieg in die Division I bei der C-Weltmeisterschaft
- 2001 Chinesischer Meister mit der Mannschaft aus Qiqihar
- 2004 Chinesischer Meister mit der Mannschaft aus Qiqihar
- 2004 Aufstieg in die Division I bei der Weltmeisterschaft der Division II, Gruppe A

## Asia-League-Statistik
(Stand: Ende der Saison 2008/09)